# Ígor Markévich
Ígor Borísovich Markévich (en cirílico: Ігор Борисович Маркевич; Kiev, Ucrania,  9 de agosto de 1912 – Antibes, Francia, 7 de marzo de 1983) fue un compositor, director de orquesta, pianista y profesor ucraniano. 

## Vida
Markévich nació en Kiev. En 1914 emigró con su familia a Suiza. Alfred Cortot descubrió su talento musical e hizo que se trasladase a París en 1926 para que se preparara como compositor y pianista. Allí estudió bajo la supervisión de Nadia Boulanger. Obtuvo reconocimiento en 1929 con su Concerto Grosso en París. Béla Bartók describió una vez a Markévich como "...la más impactante personalidad en la música contemporánea..." y le citó como una influencia en sus propias composiciones. 
Se casó en tres ocasiones: 
- Su primera esposa fue Kyra Nijinska, una hija del bailarín de ballet Vaslav Nijinsky. Tuvieron un hijo llamado Vaslav y después se divorciaron.
- Su segunda esposa fue Topazia Caetani, con quien tuvo un hijo que es el director de orquesta Oleg Caetani.
- Tras la muerte de Topazia, se unió a Carlota Garriga.

Murió repentinamente en Antibes el 7 de marzo de 1983.

## Carrera
Hizo su debut como director a los 18 años al frente de la Orquesta Real del Concertgebouw. Como director de orquesta fue muy respetado en sus interpretaciones de repertorio francés y ruso (como por ejemplo Chaikovski) y de música del siglo XX. Se asentó en Italia y se convirtió en ciudadano italiano. Durante la Segunda Guerra Mundial fue un activista del movimiento de resistencia italiano. En 1953 emigra a Londres y poco después a Suiza. Ganó celebridad con la dirección de la Orquesta Lamoureux de París (1957-1961), con la que grabó numerosos discos. En 1965 comenzó a trabajar como director en la Orquesta Sinfónica de RadioTelevisión Española. 
Su hermano Dmitri Markévich fue un notable musicólogo y chelista.

## Obras

### Composiciones
Las obras de Ígor Markévich incluyen:
- Partita (1931) para piano y pequeña orquesta.
- Noces, suite para piano (1925)
- Sinfonietta (1928-9)
- Piano Concerto (1929)
- Cantata para soprano, coro & orquesta (1929–30) (texto de Jean Cocteau)
- Concerto Grosso (1930)
- Partita (1931) para piano y pequeña orquesta.
- Serenata para violín, clarinete y oboe (1931)
- Rébus, ballet (1931)
- Cinéma-Ouverture (1931)
- Galop para 8 o 9 solistas (1932)
- L'envol d'Icare, ballet (1932); revisado como Icare (1943)
- Hymnes  (1932–33) (revisado en 1980)
- Petite suite d’apres Schumann para orquesta de cámara (1933)
- Psaume para soprano y orquesta de cámara (1933)
- Le paradis perdu, oratorio (1934–35) (texto de Markevitch adaptado de John Milton)
- Trois poèmes para voz y piano (1935) (textos de Cocteau, Platón, Goethe); n.º 3 orquestado en 1936 como Hymne à la mort, incorporado en 1980 a los Hymnes para orquesta
- Cantique d’amour para orquesta (1936)
- Le nouvel âge, sinfonía concertante con 2 pianos (1937)
- La Taille de l’homme, 'concierto inacabado' para soprano y 12 instrumentos (1938–39, primera parte completa)
- Stefan le poète, 'impressions d’enfance' para piano (1939–40)
- Lorenzo il magnifico, sinfonía concertante para soprano y orquesta (1940) (textos de Lorenzo de Medici)
- Variations, Fugue et Envoi on a Theme of Handel para piano (1941)
- Le Bleu Danube, vals sobre temas de Johann Strauss (1944)

### Libros
- Estudios históricos, analíticos y prácticos de las sinfonías de Beethoven (Die Sinfonien von Ludwig van Beethoven: historische, analytische und praktische Studien; publicado por Edition Peters, Leipzig, 1982)

## Discografía selecta
- 1954 – Mozart: Misa de la Coronación, KV. 317. Berliner Philharmoniker, Coros de la Catedral de Santa Eduvigis (DG).
- 1954-60 – Mozart: Conciertos para piano n.º 20 & 24. Clara Haskil, Orquesta Lamoureux (Philips).
- 1957 – Haydn: La creación. Irmgard Seefried, Berliner Philharmoniker (DG).
- 1957 – Milhaud: Les choéphores; Honegger: Sinfonía n.º 5 "Di tre re"; Roussel: Bacchus et Ariane. Orchestre Lamoureux (DG).
- 1959 – Berlioz: La condenación de Fausto; Harold en Italia. Orquesta Lamoureux, Berliner Philharmoniker (DG).
- 1961 – Cherubini, Mozart: Réquiem, Misa de la Coronación. Stader, Domínguez, Haefliger, Roux, Filarmónica Checa (DG).
- 1961 – Berlioz: Sinfonía fantástica; Cherubini: Anacreonte obertura; Auber: La muda de Portici obertura. Orquesta Lamoureux (DG).
- 1962 – Stravinski: La consagración de la primavera. Filarmónica de Varsovia (Accord, CD).
- 1963 – Músorgski: Cuadros de una exposición; Rimski-Kórsakov: Obertura de la gran Pascua rusa. (Heliodor; DG).
- 1965 – Gounod: Misa solemne de Santa Cecilia. Seefried, Stolze, Uhde, Filarmónica Checa (DG).
- 1966 – Offenbach: La Périchole. Suzanne Lafaye, Raymond Amade, Louis Noguera, Orquesta Lamoureux (World Record Club; EMI).
- 1990 – Chaikovski: Sinfonías n.º 4, 5 & 6. Sinfónica de Londres (Philips).
- 1993 – Russie Eternelle. Rimski-Kórsakov: El gallo de oro suite; La noche de mayo obertura; Chaikovski: Francesca da Rimini; Borodin: En las estepas de Asia Central; Glinka: Ruslán y Liudmila obertura; Liadov: Fragment de l'apocalypse. Orquesta Lamoureux, Berliner Philharmoniker (DG).
- 1995 – Chaikovski: Sinfonías n.º 1-3. Sinfónica de Londres, New Philharmonia (Decca; Philips).
- 1998 – Schubert: Sinfonía n.º 4 "Trágica"; Berwald: Sinfonías n.º 3 "Singulière" & 4. Berliner Philharmoniker (DG).
- 2003 – Markevitch: Un véritable artiste. (DG).